# Acacia spectabilis
Acacia spectabilis é uma espécie de leguminosa do gênero Acacia, pertencente à família Fabaceae.